# Ezequiel Unsain
Luis Ezequiel Unsain (Villa Alcaraz, 9 de março de 1995) mais conhecido como Unsain é um futebolista argentino que atua como goleiro. Atualmente, defende o Necaxa.

## Carreira

### Newell's Old Boys
Unsain começou a carreira na base do Union de Alcaraz, migrando para o Newell's Old Boys em 2009, com 13 anos. Estreou profissionalmente pelo Newell's em 16 de agosto de 2015, no empate com o Temperley de 0–0.
Em 20 de fevereiro de 2016, em partida contra o Boca Juniors, Unsain sofreu uma fratura dupla na mandíbula após ser atingido por uma joelhada sem querer de Tévez, na 4a rodada da Superliga Argentina, ficando 1 ano de fora dos gramados, voltando somente em um amistoso contra o Cólon, em 2017.

### Defensa y Justicia
Foi vendido ao Defensa y Justicia em fevereiro de 2017, tendo o clube de Florencio Varela adquirido 50% de seu passe pelo valor de 350 mil dólares.
No dia 17 de julho de 2020, foi anunciado que Defensa y Justicia comprou os 50% restantes de seu passe que estava Newell's, por 400 mil dólares. Participou da conquista da Copa Sul-Americana de 2020, primeiro título da história do clube, após vencer a final por 3–0 sobre o Lanús, jogou todos os jogos e foi capitão na conquista, foi também premiado como o melhor jogador e selecionado para time da competição.
Após derrota por 2–1 para o Palmeiras no jogo de ida, se sagrou campeão da Recopa Sul-Americana de 2021 com Defensa ao bater o Palmeiras 2–1 no tempo normal, forçando os pênaltis, onde o El Halcón venceu por 4–3.
Em 18 de outubro de 2022, chegou a marca de 200 jogos pelo Defensa na vitória por 2–1 sobre o Cólon, na rodada 26 do Campeonato Argentino.

## Seleção Argentina

### Sub-20
Em 2014, foi convocado pelo técnico Humberto Grondona para a disputa do Torneo de L’Alcúdia a seleção Albiceleste, caindo nas semifinais contra o Brasil e ganhando o 3.° lugar após disputar com o Equador.

### Sub-23
Foi convocado para representar a Argentina na disputa dos Jogos Olímpicos de 2016, no Rio de Janeiro, sendo o 3.° goleiro, atrás do Gerónimo Rulli e Axel Werner.

## Vida Pessoal
Unsain é muito ligado ao local onde nasceu, servindo de modelo para crianças que igualmente almejam a jogar futebol. Seu antigo clube, o Union de Alcatraz batizou o campo de futebol de cinco com o nome "Eze Unsain" em sua homenagem.
Em 2020, doou também uma quantia de dinheiro para o asilo 14 de Febrero de Villa Alcaraz, La Paz, município da província de Entre Ríos, local onde nasceu.

## Estatísticas
Atualizadas até dia 28 de abril de 2022.

### Clubes
| Clube              | Temporada         | Campeonato nacional | Campeonato nacional | Copa nacional[a] | Copa nacional[a] | Competições continentais[b] | Competições continentais[b] | Outros torneios[c] | Outros torneios[c] | Total | Total |
| Clube              | Temporada         | Jogos               | Gols                | Jogos            | Gols             | Jogos                       | Gols                        | Jogos              | Gols               | Jogos | Gols  |
| ------------------ | ----------------- | ------------------- | ------------------- | ---------------- | ---------------- | --------------------------- | --------------------------- | ------------------ | ------------------ | ----- | ----- |
| Newell's Old Boys  | 2014              | —                   | —                   | —                | —                | —                           | —                           | —                  | —                  | 0     | 0     |
| Newell's Old Boys  | 2015              | 12                  | 0                   | —                | —                | —                           | —                           | —                  | —                  | 12    | 0     |
| Newell's Old Boys  | 2016              | 4                   | 0                   | —                | —                | —                           | —                           | —                  | —                  | 4     | 0     |
| Newell's Old Boys  | 2017              | —                   | —                   | —                | —                | —                           | —                           | —                  | —                  | 0     | 0     |
| Newell's Old Boys  | Total             | 16                  | 0                   | 0                | 0                | 0                           | 0                           | 0                  | 0                  | 16    | 0     |
| Defensa y Justicia | 2017              | —                   | —                   | —                | —                | —                           | —                           | —                  | —                  | 0     | 0     |
| Defensa y Justicia | 2018              | 15                  | 0                   | 2                | 0                | 2                           | 0                           | —                  | —                  | 19    | 0     |
| Defensa y Justicia | 2019              | 25                  | 0                   | 3                | 0                | 8                           | 0                           | —                  | —                  | 36    | 0     |
| Defensa y Justicia | 2020–21           | 23                  | 0                   | 4                | 0                | 14                          | 0                           | —                  | —                  | 41    | 0     |
| Defensa y Justicia | 2021              | 25                  | 0                   | 16               | 0                | 9                           | 0                           | 2                  | 0                  | 52    | 0     |
| Defensa y Justicia | 2022              | 27                  | 0                   | 18               | 0                | 5                           | 0                           | —                  | —                  | 50    | 0     |
| Defensa y Justicia | 2023              | 13                  | 0                   | 1                | 0                | 2                           | 0                           | —                  | —                  | 16    | 0     |
| Defensa y Justicia | Total             | 128                 | 0                   | 44               | 0                | 40                          | 0                           | 2                  | 0                  | 214   | 0     |
| Total na carreira  | Total na carreira | 144                 | 0                   | 44               | 0                | 40                          | 0                           | 2                  | 0                  | 230   | 0     |

- a.^ Jogos da Copa da Liga Argentina e Copa da Argentina
- b.^ Jogos da Copa Sul-Americana e Copa Libertadores da América
- c.^ Jogos do Recopa Sul-Americana

## Títulos

### Defensa y Justicia
- Copa Sul-Americana: 2020
- Recopa Sul-Americana: 2021

### Prêmios individuais
- Melhor jogador da Copa Sul-Americana: 2020
- Seleção da Copa Sul-Americana: 2020